# Pinguicula leptoceras
Pinguicula leptoceras är en tätörtsväxtart som beskrevs av Reichenb.. Pinguicula leptoceras ingår i släktet tätörter, och familjen tätörtsväxter. Inga underarter finns listade i Catalogue of Life.

## Bildgalleri

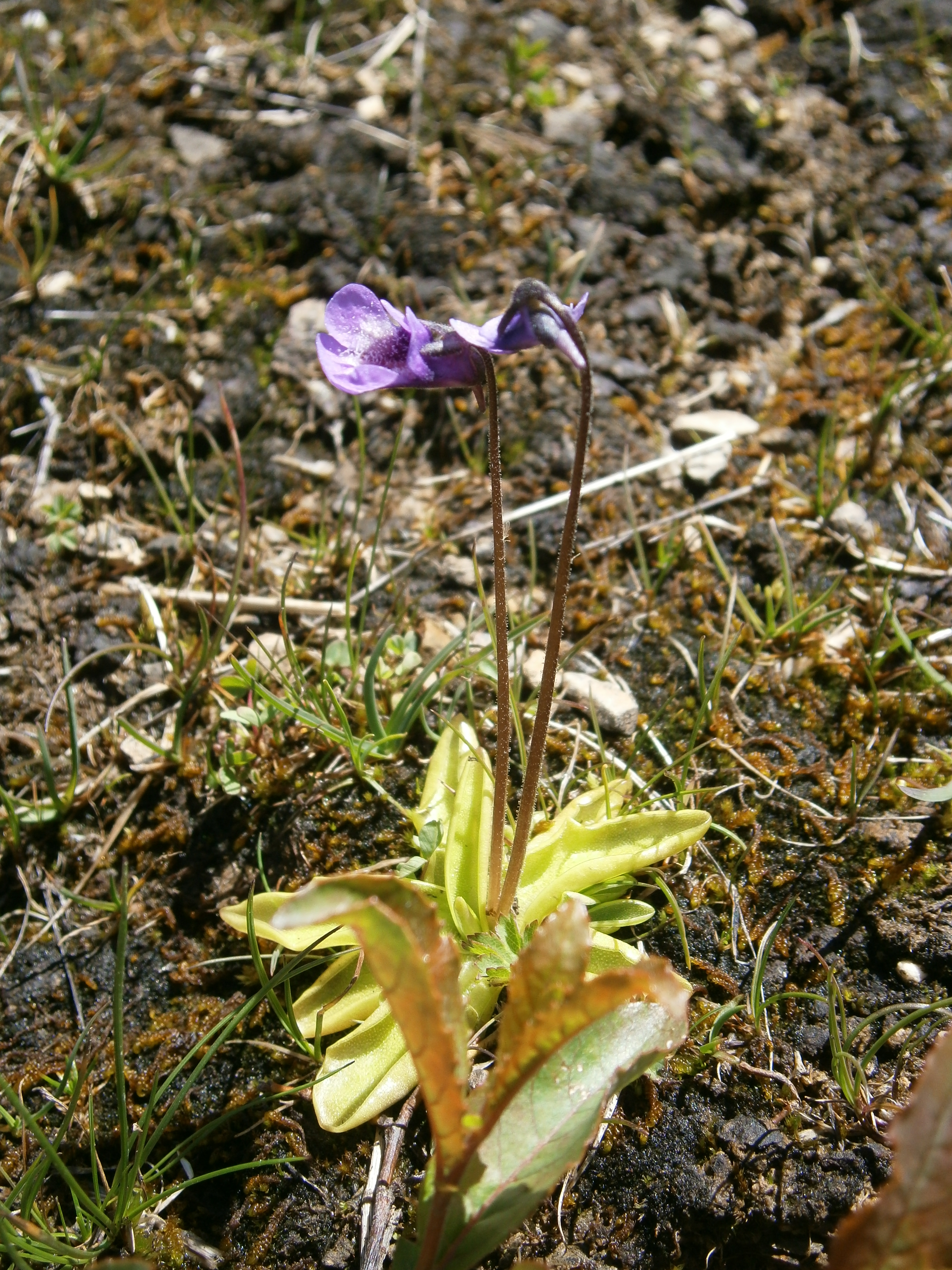